# Milano Beach Soccer
Maillots
Milano Beach Soccer est un club de beach soccer basé à Milan et fondé en 2002.

## Histoire
Le club de Milano Beach Soccer est fondé en 2002 comme section beach soccer du Milan AC. Deux ans plus tard, il devient une véritable association sportive, condition préalable pour participer au premier championnat d'Italie de beach soccer.
Les deux premières saisons du club en championnat sont difficiles et les joueurs ne parviennent pas à le qualifier pour les phases éliminatoires. Au terme de la saison 2005, le Milan décide de mettre un terme à l'équipe existante, formée d'un groupe d'amis, et de la structurer afin de rivaliser avec les meilleures équipes en italien. Fabio Panizza abandonne alors son rôle de joueur et accepte celui d'entraîneur à temps plein, tandis qu'à Henry Ramperti est confiée la tâche de directeur sportif. Pour la première fois l'équipe de Milan décide de commencer plus tôt la saison, en hiver, pour habituer à l'avance les joueurs au sable. Le recrutement est aussi revu à la hausse avec l'arrivée de Lignano Sabbiadoro, défenseur de l'équipe nationale, et les premiers étrangers avec le suisse Stephan Meier et surtout les espagnols Amarelle et Nico.
Durant la saison 2006, en dépit des objectifs initiaux qui visent à faire mieux que les années précédentes et atteindre les séries éliminatoires, le Milano Beach Soccer se retrouve dans le rôle de l'équipe surprise. Qualifié pour la finale de la Coupe d'Italie, la formation de Panizza affronte les champions en titre Catane BS, et un but dans le temps additionnel signé Amarelle donne à Milan le premier trophée de son histoire. L'espagnol Nico est désigné meilleur joueur de la compétition et le capitaine Abdel Hafez Ahmed soulève la Coupe, un geste répété un mois plus tard, quand à la finale de la Serie A, Milan bat Friulpesca Udine et devient champion d'Italie, réalisant ainsi un doublé historique jamais réussi préalablement. Amarelle est désigné meilleur buteur de la compétition avec l'international italien Carotenuto.

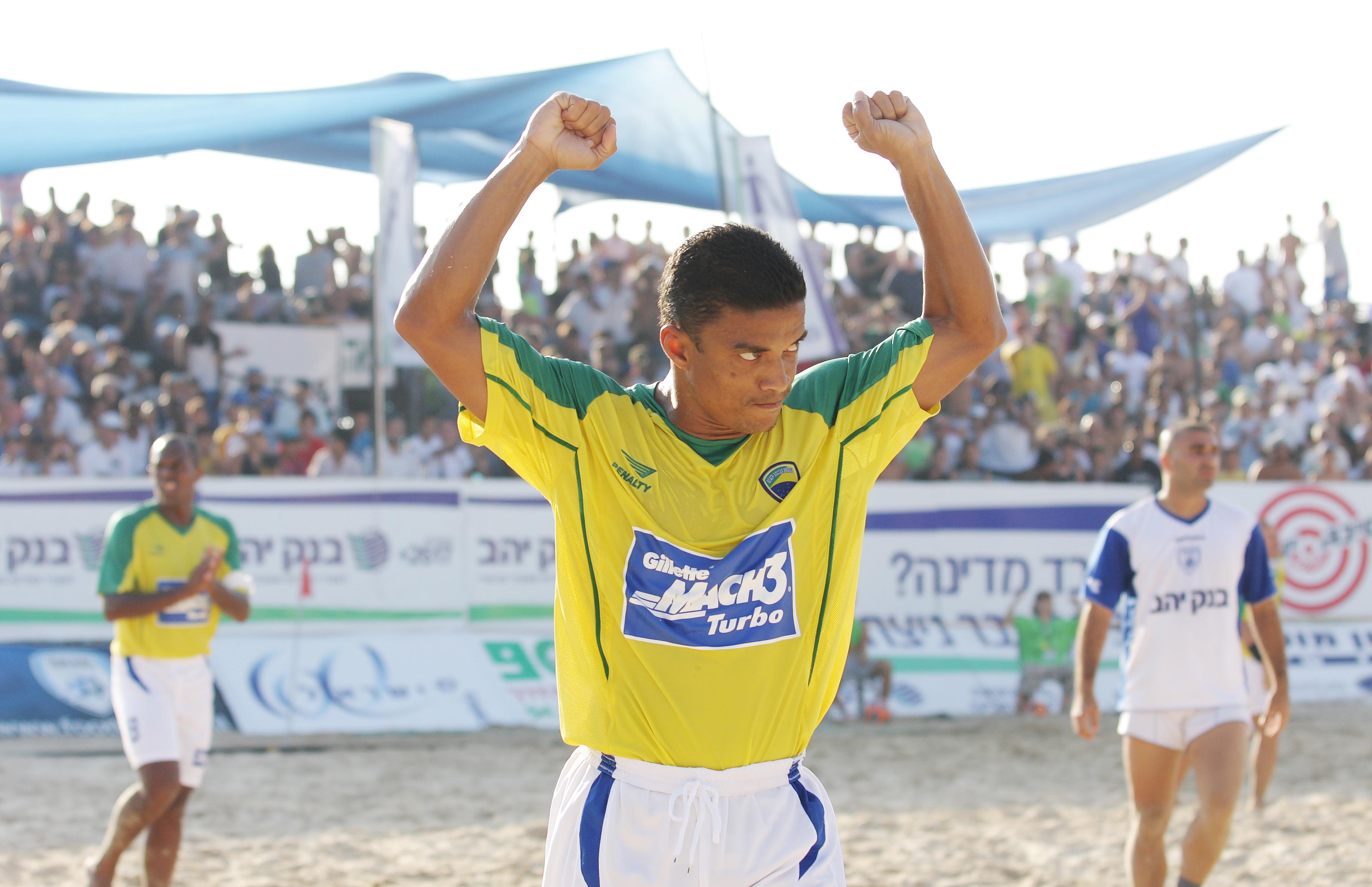
La star brésilienne Benjamin arrive en 2007.

Pour capitaliser sur ces premiers succès, les dirigeants effectuent un recrutement ciblé pour la saison 2007. Le brésilien Benjamin ainsi que le français Didier Samoun et le portier italien Rasulo, tous internationaux, font leur arrivée au club. La soif de victoire n'est pas apaisée, et pour la deuxième année consécutive le Milan remporte la Coupe d'Italie avec Benjamin élu meilleur joueur et Amarelle meilleur buteur. En championnat les milanais sont opposés à une forte résistance mais l'emporte finalement, Samoun est élu meilleur joueur de Serie A. La seule déception vient de la Supercoupe d'Italie où le Catane BS prend sa revanche sur la Coupe d'Italie 2006.
En 2008, inspiré par le club brésilien de Flamengo, les couleurs deviennent officiellement rouge et noir. Le brésilien Benjamin doit quitter le club pour des raisons bureaucratiques. Le portugais Madjer et avec lui deux espagnols, le gardien Roberto Valeiro et le défenseur Juanma arrivent au club tandis que la Lombardie voit partir Cervia Fumagalli, Pagani et Papale. Milan atteint la troisième finale de Coupe d'Italie consécutive, mais le perd contre Coil Lignano. Il en est de même pour la Supercoupe que le club laisse échapper au profit de Cavalieri del Mare Viareggio. En championnat, la saison milanaise s'achève en quarts de finale des séries éliminatoires contre Terracina.
La déception de 2008 est forte, mais les dirigeants Rossoneri ne perdent pas espoir. En 2009, il est décidé d'opter pour une révolution basée sur Madjer, Samoun, Roberto Valeiro et Juanma avec le retour fondamental de Benjamin, qui revient en Italie avec son compatriote Bruno Malias attaquant champion du monde. Milan reporte la Coupe en battant Viareggio aux tirs au but puis gagne tous ses matchs de la phase de groupe, en établissant un nouveau record, pour atteindre sa troisième finale de Serie A. Durant ce dernier match, le plus important, le MBS connait sa première et seule défaite de la saison, contre le Napoli BS. Une défaite 6-5 laisse le titre inconfortable de vice-champion d'Italie au milanais.

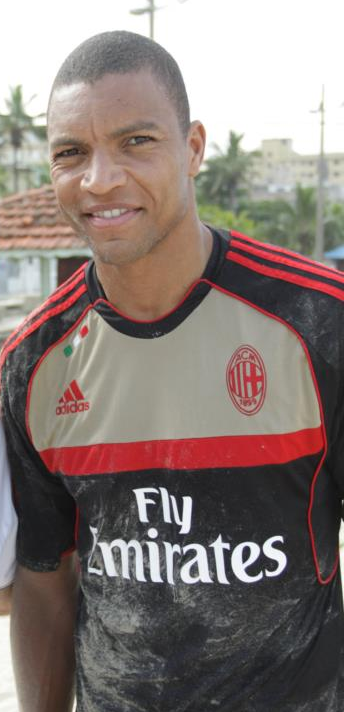
Dida avant la Coupe du monde des clubs 2012.

Pour la saison 2010 tous les joueurs, italiens et étrangers, sont confirmés à qui sont ajoutés les italiens Cataldo et Bruno Cabrerizo, le jeune espagnol Kuman et surtout le portugais Alan Cavalcanti en provenance de Viareggio. La première étape de la saison se déroule au Circus Maximus à Rome et est déjà un triomphe : Milan remporte, pour sa cinquième participation de suite, la finale de la Coupe d'Italie contre Bibione (5-3). Il devient le premier club à remporter le trophée pour la quatrième fois de son histoire, faisant alors du Milano Beach Soccer le club le plus titré d'Italie. Les Rossoneri remportent ensuite le Championnat et la Supercoupe pour un premier triplé historique.
En décembre 2011, à la suite de la crise économique obligeant le club à résilier ses contrats puis aux attaques juridiques de la ligue nationale amateur de football italien, le club décide de se retirer du championnat.
Pour la Coupe du monde des clubs 2012, le gardien international brésilien et ex-joueur du Milan AC, Dida rejoint le club.
En 2013, avec l'arrivée du nouveau président David Reina, et après un an d'absence sur le plan sportif, le club revient avec un nouveau logo. Le 4 août 2013, à San Benedetto del Tronto, il est couronné champion d'Italie pour la quatrième fois de son histoire en battant Terracina 4-3 avec des buts de Rafael Bokinha (meilleur buteur de Serie A avec 20 buts) et Giorgio Campolongo.

## Palmarès
- Championnat d'Italie de beach soccer (4)
  - Champion en 2006, 2007, 2010 et 2013
- Coupe d'Italie de beach soccer (4)
  - Vainqueur en 2006, 2007, 2009 et 2010
  - Finaliste en 2008
- Supercoupe d'Italie de beach soccer (1)
  - Vainqueur en 2010
  - Finaliste en 2007 et 2008

## Personnalités du club
- Benjamin
- Bruno Malias
- Ramiro Figueiras Amarelle
- Nico
- Stéphane François
- Didier Samoun
- Paolo Palmacci
- Alan Cavalcanti
- Madjer
- Dejan Stankovic